# Il poema di Cordova
Il poema di Cordova (Poema de Córdoba) è un polittico del pittore spagnolo Julio Romero de Torres, realizzato tra il 1913 e il 1915. Il polittico, composto da sette pannelli, è un'allegoria della città di Cordova attraverso delle sue personificazioni che rispecchiano i suoi personaggi storici più illustri. Oggi l'opera è conservata al museo Julio Romero de Torres.

## Storia
Il dipinto fu esposto a Madrid per l'esposizione nazionale di belle arti del 1915. Tra il 27 aprile e l'8 settembre del 2013 venne esposto temporaneamente al museo Carmen Thyssen a Malaga (dove è pure presente un bozzetto dell'opera) per la mostra «Julio Romero de Torres: Entre el mito y la tradición».

## Descrizione

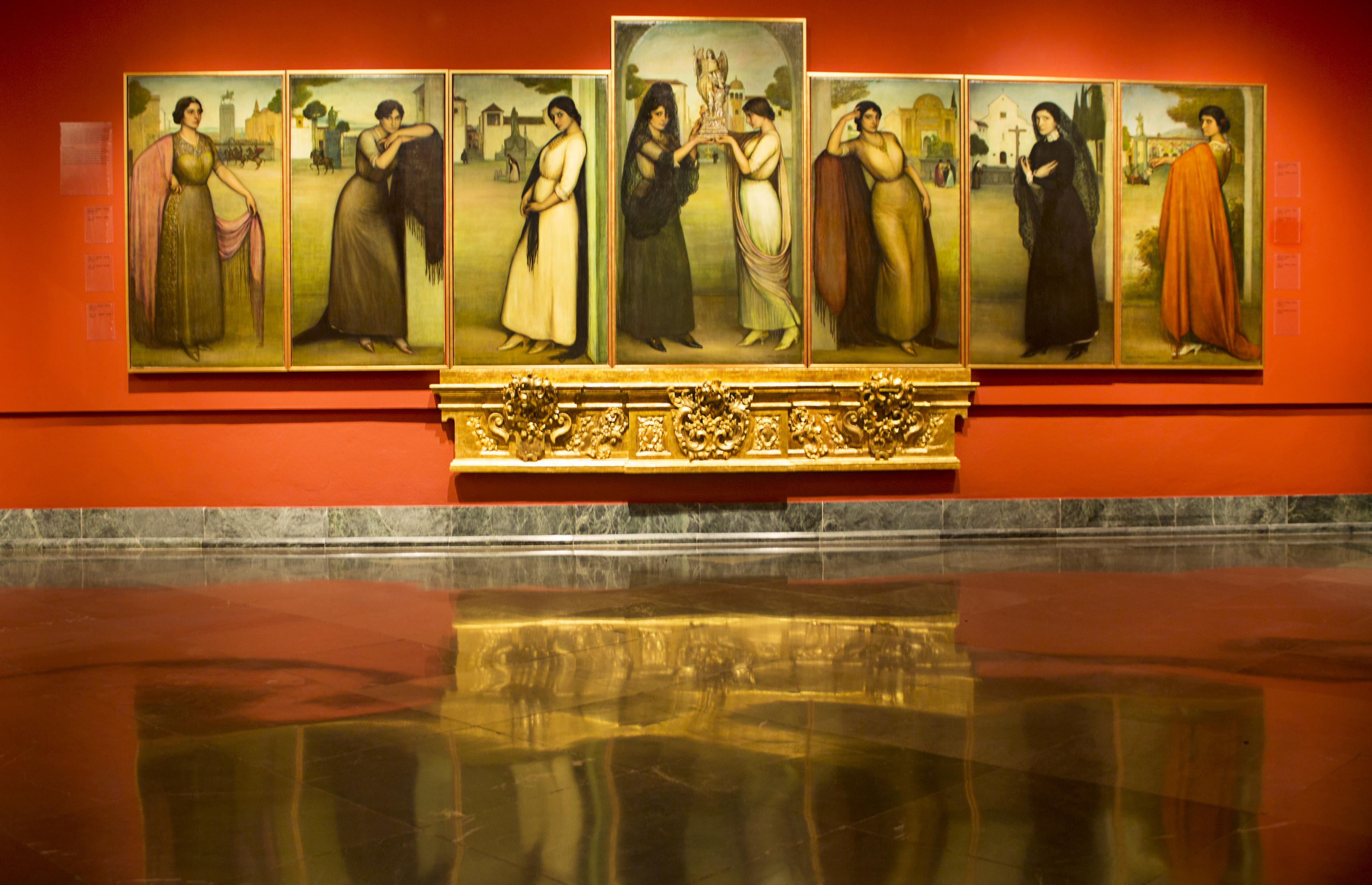
Il polittico esposto al museo cordovese.

L'opera, che richiama le Sante di Francisco de Zurbarán, è un polittico simmetrico composto da sette pannelli della stessa misura, tranne quello centrale, che è più grande. Ogni pannello rappresenta allegoricamente la città attraverso alcune donne che simboleggiano i suoi personaggi più illustri. Da sinistra a destra, i pannelli raffigurano la Cordova guerriera, quella barocca, quella ebraica, quella cristiana, quella romana, quella religiosa e la Cordova dei toreri.
- Cordova guerriera: È un'allegoria della Cordova del Gran Capitano Consalvo Ernandes di Cordova. In primo piano si trova una donna con un vestito dorato riccamente decorato e uno scialle aureo. Sullo sfondo si staglia un paesaggio immaginario nel quale si possono distinguere il monumento al Gran Capitano, la facciata occidentale della moschea-cattedrale e la porta del palazzo Paez de Castillejo. La modella era Dolores Castro, nota come "Pirola la gitana".[7]
- Cordova barocca: È un'allegoria della Cordova di Luis de Góngora. In primo piano si trova una donna con un abito grigiastro e con uno scialle nero, appoggiata con ambo le braccia a un muro. Sullo sfondo si trova un paesaggio immaginario dove si trova una scultura su un piedistallo che rappresenta Góngora. La modella era Encarna Rojas.[7]
- Cordova ebraica: È un'allegoria della Cordova di Mosè Maimonide. In primo piano si trova una donna con un abito bianco, uno scialle nero e una collana. Ella appoggia la schiena a un muro. Sullo sfondo si trova una piazza basata sulla plaza de la Fuenseca e nella quale spicca una statua fittizia che ritrae il celebre filosofo e medico ebraico. Sullo sfondo della via si trova l'arco del Portillo. La modella era Amalia Fernández Heredia.[7]
- Cordova cristiana: È un'allegoria dell'Arcangelo Raffaele, l'angelo custode della città. Questo è il pannello centrale ed è anche il più grande. In primo piano si trovano due donne all'interno di un edificio: una indossa un lungo abito nero e una mantellina del medesimo colore; l'altra indossa un abito bianco con un mantello rosato. Entrambe le donne, ai lati del pannello, sostengono una scultura dell'arcangelo. All'esterno, dietro un arco semicircolare, si osserva un paesaggio immaginario formato da due edifici e una fontana. Le modelle furono Adela Portillo per la donna a sinistra e Rafaela Torres per quella a destra.[7]
- Cordova romana: È un'allegoria della Cordova di Seneca. In primo piano si trova una donna con un vestito dorato e un mantello marrone. Sullo sfondo appaiono la Puerta del Puente e una statua fittizia che rappresenta il filosofo romano. La modella era Adela Moyano.[7]
- Cordova religiosa: È un'allegoria della Cordova di San Pelagio. In primo piano si trova una donna con un abito monastico nero e che ha il capo velato. Le sue braccia sono incrociate sul petto. Sullo sfondo si osserva un ambiente ispirato alla plaza de Capuchinos. La modella era Rafaela Ruiz.[7]
- Cordova dei toreri: È un'allegoria della Cordova del torero Lagartijo, nome d'arte di Rafael Molina Sánchez. In primo piano si trova una donna con uno scialle rossastro su una spalla, come il mantello dei toreri nella corrida. Sullo sfondo si distinguono la plaza de la Corredera e un monumento immaginario dedicato al torero Lagartijo. La modella era Ángeles Muñoz.[7]

## Nella cultura di massa
Nel 1968, venne emessa una serie di 10 francobolli dedicati a Romero de Torres e due di questi erano basati su questo dipinto.